# Juniperus macrocarpa
Juniperus macrocarpa — вид голонасінних рослин родини кипарисових (Cupressaceae).

## Біоморфологічна характеристика
Це вічнозелений дводомний кущ або дерево до 14 метрів заввишки, з прямовисними гілками. Кора червонувато-коричнева, відшаровується смужками. Листки голчасті, розходяться майже під прямим кутом від гілочки, жорсткі, 12–20 × 2–2.5 мм, в кільцях по 3, загострені. Пилкові шишки 4 × 3 мм коли закриті. Насіннєва шишка, дозріває на 2-й рік, від широко-яйцюватої до кулястої форми, 15–23 мм завдовжки, жовтувата й у зрілості пурпурно-червоного кольору, зазвичай містять 3 насіння.

## Поширення
Поширення: Албанія, Алжир, Болгарія, Франція (у т. ч. Корсика), Греція (у т. ч. Крит), Італія (у т. ч. Сардинія, Сицилія), Мальта, Лівія, Марокко, Іспанія (у т. ч. Балеарські острови), Туніс, Туреччина (у т. ч. європейська), колишня Югославія.

## Галерея

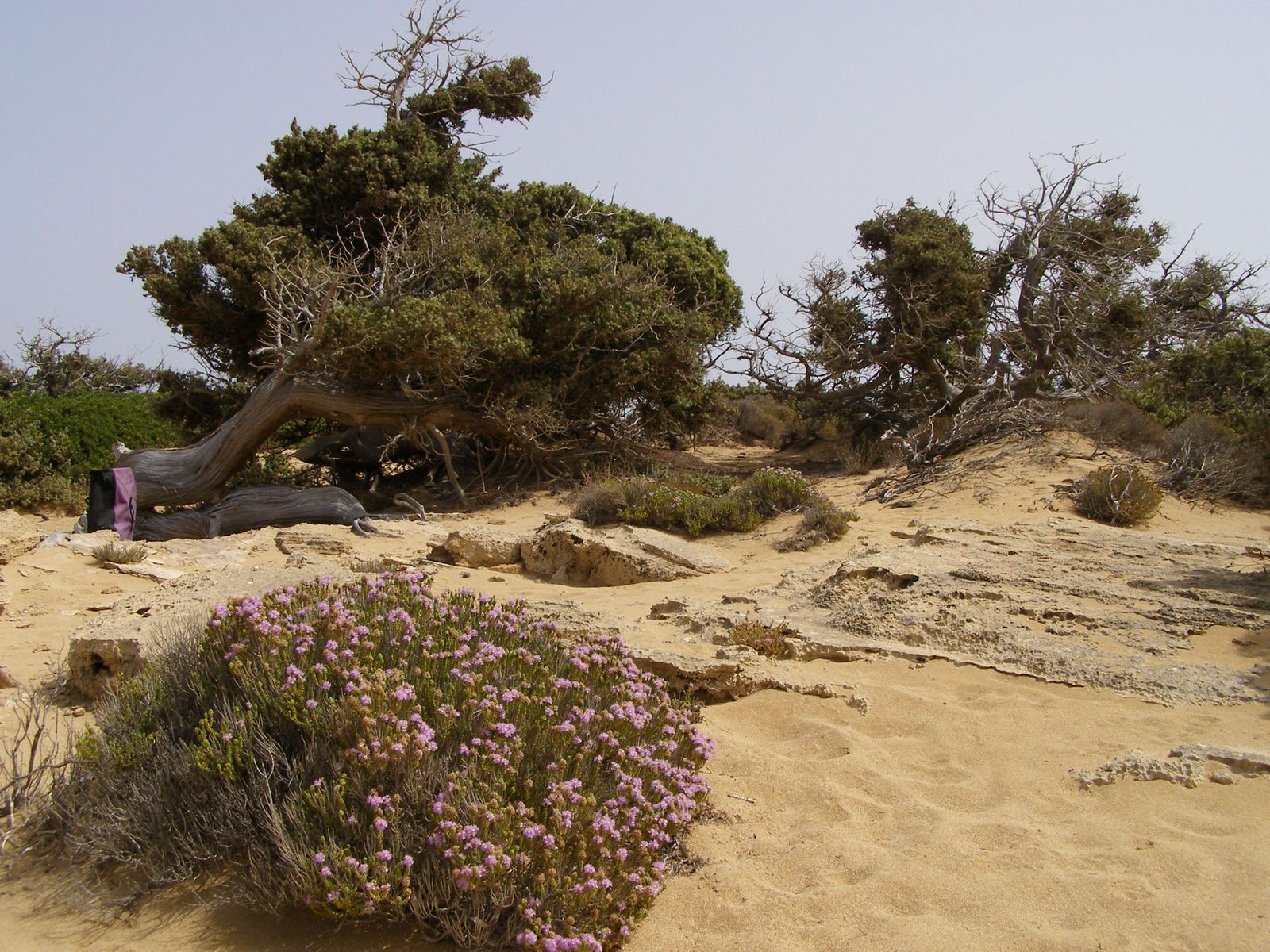
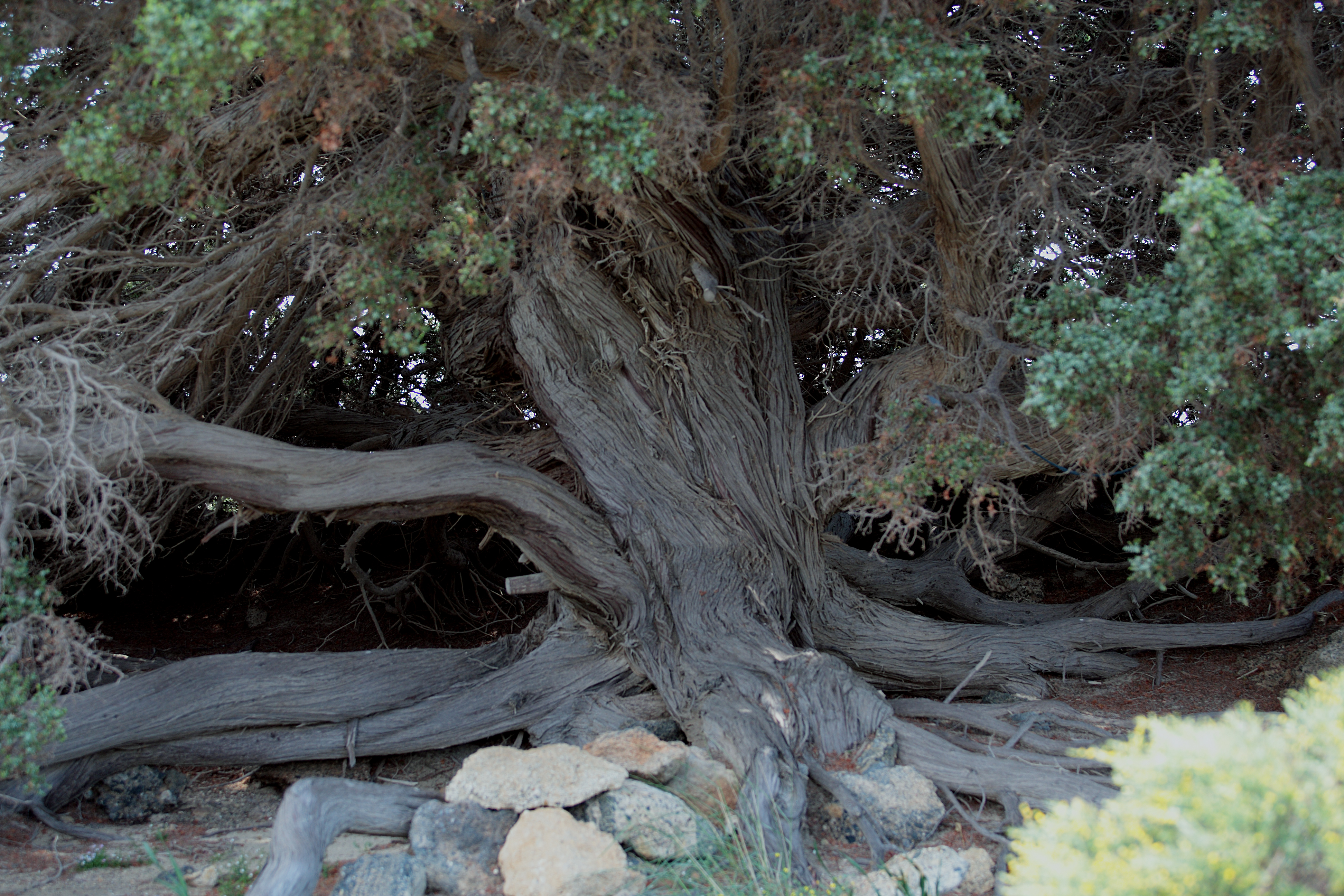